# 圣康坦勒韦尔热
圣康坦勒韦尔热（法語：Saint-Quentin-le-Verger，法語發音：[sɛ̃ kɑ̃tɛ̃ lə vɛʁʒe]）是法国马恩省的一个市镇，位于该省西南部，属于埃佩尔奈区。

## 地理
圣康坦勒韦尔热（48°36'56"N, 3°45'0"E）面积10.63 平方千米，位于法国大東部大區马恩省，该省份为法国东北部内陆省份，北起阿登省，西北接埃纳省，西南接塞纳-马恩省，南至奥布省，东南接上马恩省，东临默兹省。
与圣康坦勒韦尔热接壤的市镇（或旧市镇、城区）包括：圣维斯特尔新城和维勒沃特、阿勒芒什-洛奈和苏瓦耶、巴博讷-法耶勒、博德芒、丰坦德尼尼伊西、奥布河畔萨龙。

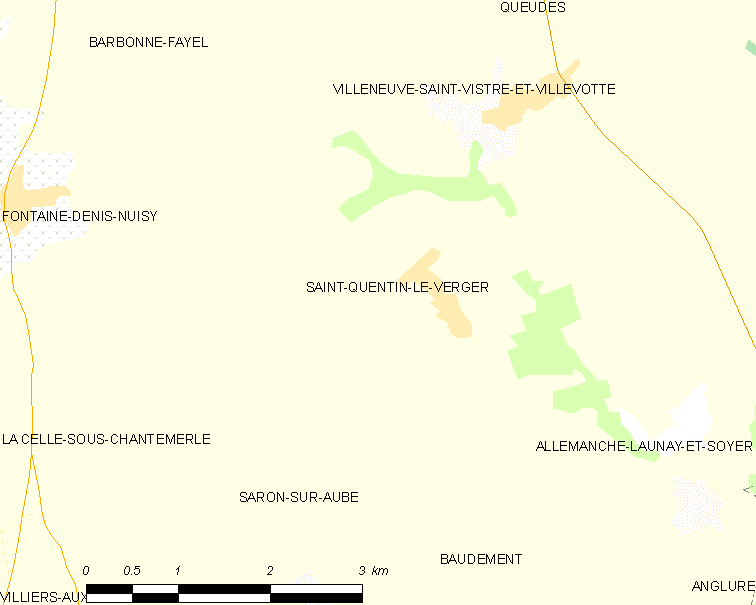
圣康坦勒韦尔热的OSM定位图

圣康坦勒韦尔热的时区为UTC+01:00、UTC+02:00（夏令时）。

## 行政
圣康坦勒韦尔热的邮政编码为51120，INSEE市镇编码为51511。

## 政治
圣康坦勒韦尔热所属的省级选区为韦尔蒂-香槟平原县。

## 人口

1962-2008年间圣康坦勒韦尔热人口变化图示

圣康坦勒韦尔热于2022年1月1日时的人口数量为112人。